# Туретов синдром
Туретов синдром је чест неуроразвојни поремећај који настаје у дјетињству, којег карактеришу вишеструки моторни тикови и најмање један вокални тик. Ти тикови могу се привремено сузбити и обично им претходи нежељени порив или осјећај у погођеним мишићима. Неки уобичајени тикови су трептање, кашаљ, чишћење грла, њушкање и покрети лица. Туретов синдром не утиче негативно на интелигенцију или животни вијек. 
Иако је тачан узрок непознат, вјерује се да укључује комбинацију генетских и фактора околине. Не постоје одређени тестови за дијагнозу Туретовог синдрома; није увијек тачно идентификован јер је већина случајева блага и озбиљност тикова смањује се код већине дјеце током проласка кроз адолесценцију. Екстремни Туретови синдроми у одраслој доби, иако сензационализовани у медијима, су ријеткост. 
У већини случајева лијекови за тикове нису потребни. Едукација је важан дио било којег плана лијечења, а само објашњење и увјеравање су довољан третман. Многи појединци с Туретовим синдромом нису дијагностификовани или никада не траже медицинску помоћ. Међу онима који су виђени у специјалним клиникама, хиперкинетички поремећај и опсесивно-компулзивни поремећај присутни су у већој стопи. Ове дијагнозе које се јављају често узрокују више оштећења појединца него тикови; стога је важно правилно идентификовати придружена стања и лијечити их.
Око 1% дјеце и адолесцената у школском узрасту има Туретов синдром.  Некада се сматрао ријетким и бизарним синдромом, најчешће повезаним с копролалијом, али овај симптом је присутан у само малој мањини људи са Туретовим синдромом. Овом стању име је дао Жан-Мартен Шарко (1825—1893) у по француском љекару и неурологу Жоржу Жилу де ла Турету, који је објавио извјештај о девет пацијената са Туретовим синдромом 1885. године. 